# Canasta
Canasta er et kortspil i rommy-familien. Spillet blev opfundet 1939 i Montevideo i Uruguay af advokat Segundo Santos og arkitekten Alberto Serrato. Der findes mange varianter af spillet, og det kan spilles af 2, 3 eller 4 personer. Standardvarianten er for fire deltagere som spiller parvis mod hinanden. Der anvendes to sæt kort, inklusiv 4 jokere. Spillet går ud på at samle kortkombinationer, især canastaer som er syv kort af samme værdi. Canasta betyder "kurv" på spansk.
Den enkelte omgang i spillet kan ikke afsluttes før der er bygget en canasta.
De enkelte kort har en værdi, som bruges når spillet er afsluttet og pointene skal tælles op. Typisk skal der mere end et spil til for at finde en vinder, da spillet normalt kræver 5.000 point for at blive afsluttet.

## Point
| Kort                 | Værdi               |
| -------------------- | ------------------- |
| ♦3, ♥3               | Speciel (100 point) |
| ♣3, ♠3, 4, 5, 6, 7   | 5                   |
| 8, 9, 10, Kn, Da, Ko | 10                  |
| Es, 2                | 20                  |
| Joker                | 50                  |

Samba er en canastavariant med tre spil kort.
 Der er for få eller ingen kildehenvisninger i denne artikel, hvilket er et problem. Du kan hjælpe ved at angive troværdige kilder til de påstande, som fremføres i artiklen.